# Szegedi AK
Szegedi AK was een Hongaarse voetbalclub uit de stad Szeged.
De club werd opgericht als Szegedi AK en werd in 1919/20 voor het eerst regionaal kampioen. Ook de volgende seizoenen was de club succesvol en won nog verscheidene provinciale titels.

## Geschiedenis
Onder de naam Bástya Szeged speelde de club in 1926/27 voor het eerst in de hoogste klasse. In 1930 bereikte de club de bekerfinale en verloor daarin van Bocskai Debrecen. Het volgende seizoen degradeerde de club. In 1932/33 keerde de club terug naar de hoogste klasse, inmiddels onder de naam Szegedi FC. Na een vierde plaats in 1935 mocht de club aan de Mitropacup deelnemen. Na enkele seizoenen middenmoot eindigde de club weer twee keer in de top vijf in 1939 en 1940. Het volgende seizoen werd de club zelfs derde. Voor seizoen 1941/42 nam de club opnieuw de naam Szegedi AK aan. Eén jaar later degradeerde de club en kon na één seizoen terugkeren, al werd het kampioenschap door de Tweede Wereldoorlog al snel stopgezet. Van 1945 tot 1949 speelde de club opnieuw in de hoogste klasse. Na een fusie in 1949 werd de naam Szegedi MTE aangenomen en de club promoveerde meteen terug naar de hoogste klasse. Na één jaar werd de naam Szegedi Petőfi aangenomen. In 1951 degradeerde de club opnieuw. Dit was tevens het eerste seizoen dat stadsrivaal Szegedi Honvéd SE in de hoogste klasse speelde. In 1954 degradeerde de club zelfs naar de derde klasse en in 1957 zelfs naar de vierde klasse. In 1976 fuseerde de club met Szegedi EOL en ging daarin op. 

## Erelijst
Beker van Hongarije
Finale: 1930 (als Bástya)

## Naamsveranderingen
- 1899–1926: Szegedi Atlétikai Klub (SZAK)
- 1926–1931: Bástya FC
- 1931–1944: Szeged FC
- 1945–1949: Szegedi Atlétikai Klub (SZAK)
- 1949–1950: Szegedi MTE
- 1950–1957: Szegedi Petőfi
- 1957–1976: Szegedi Atlétikai Klub (SZAK)

## Szeged in Europa
- 1/8 = achtste finale

| Seizoen | Competitie | Ronde | Land              | Club            | Score    |
| ------- | ---------- | ----- | ----------------- | --------------- | -------- |
| 1935    | Mitropacup | 1/8   | Vlag van Tsjechië | SK Slavia Praag | 1-4, 1-0 |